# اسلام‌آباد (میلاس)
اسلام‌آباد روستایی در دهستان میلاس بخش مرکزی شهرستان لردگان استان چهارمحال و بختیاری ایران است.

## جمعیت
بر پایه سرشماری عمومی نفوس و مسکن در سال ۱۳۹۵ جمعیت این مکان ۴۹۸ نفر (۱۱۸ خانوار) بوده‌است.